# Gelida
Gelida là một đô thị trong ‘‘comarca’’ Alt Penedès, Barcelona, Catalonia, Tây Ban Nha.